# Mesquita Djinguereber

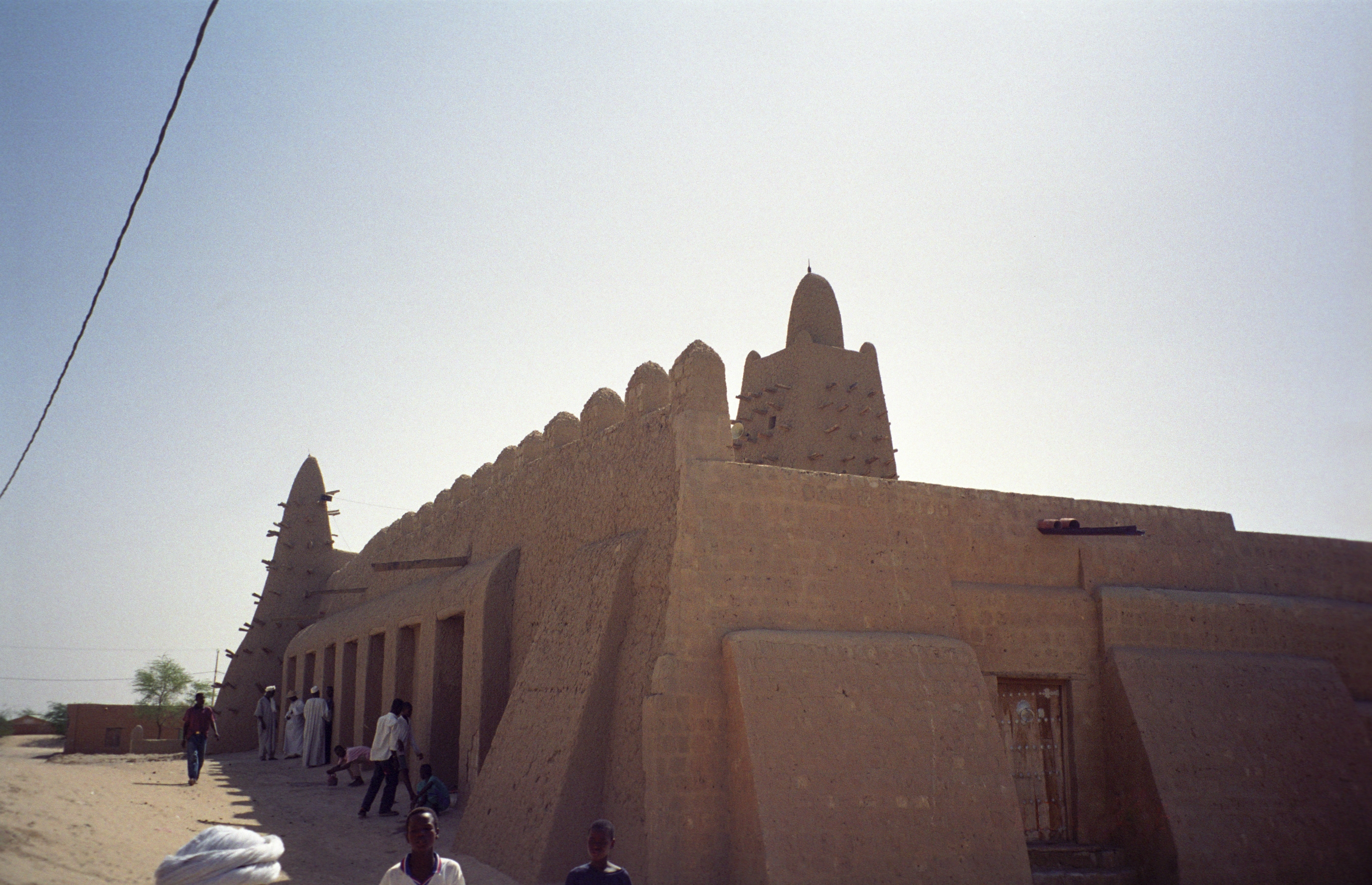
Vista de fora da mesquita

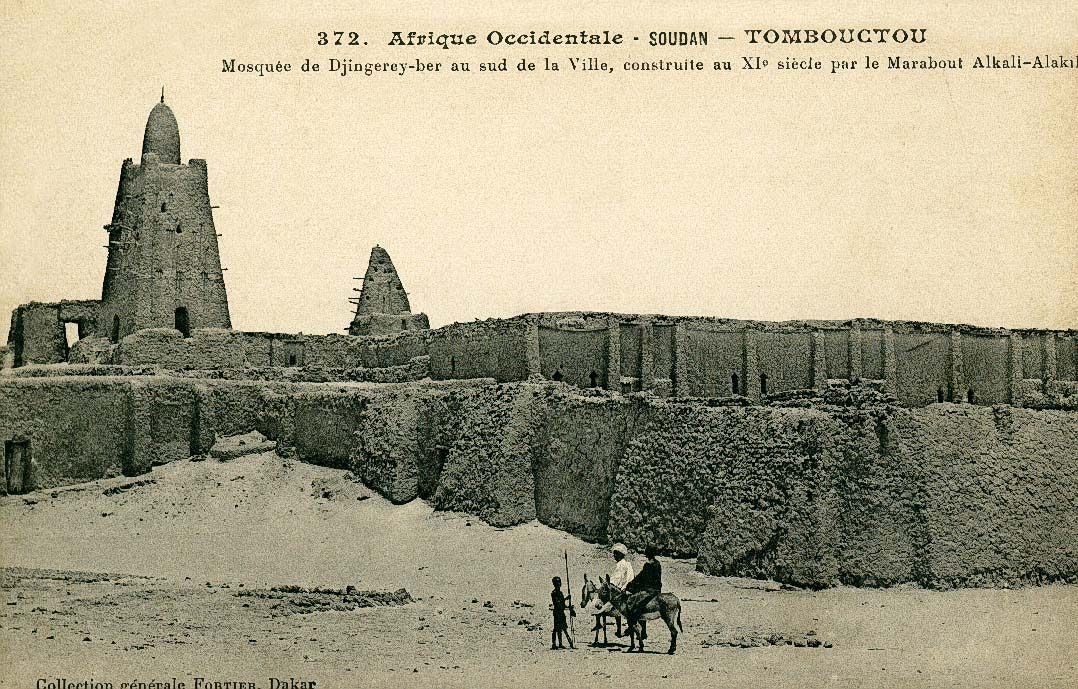
Cartão postal publicado por Edmond Fortier mostrando a mesquita em 1905-1906

A Mesquita Djinguereber ( em árabe: مسجد دجينجيربر; Francês: Mosquée de Djinguereber; do Koyra Chiini jiŋgar-ey beer  'grande mesquita' ) em Timbuctu, Mali é um famoso centro de aprendizagem do Mali. Construído em 1327 e citado como Djingareyber ou Djingarey Ber em vários idiomas, seu projeto é creditado a Abu Ixaque Açaíli, que recebeu 200 kg (40.000 mithqals) de ouro como pagamento de Mansa Muça I do Mali, imperador do Império do Mali, de acordo com Ibne Caldune, uma das fontes mais conhecidas sobre o Mali do século XIV.
Com exceção de uma pequena parte da fachada norte, que foi reforçada na década de 1960 em alhore (blocos de calcário, também muito utilizados nas construções do resto da vila), e do minarete, também construído em calcário e rebocado com barro, a Mesquita Djinguereber é feita inteiramente de terra e materiais orgânicos como fibra, palha e madeira. Possui três pátios internos, dois minaretes e vinte e cinco fileiras de pilares alinhados no sentido leste-oeste, além de um espaço de oração para 2.000 pessoas.
Djinguereber é uma das três madraças que compõem a Universidade de Timbuctu. Foi inscrito na lista do Patrimônio Mundial da UNESCO em 1988, e em 1990, foi considerado em perigo devido à invasão de areia.  Um projeto de quatro anos para a restauração e reabilitação da Mesquita começou em Junho de 2006, conduzido e financiado pelo Fundo Aga Khan para a Cultura.
Em 26 de fevereiro de 2010, durante o maulide, um desmoronamento na mesquita matou 26 pessoas e feriu pelo menos outras 55, a maioria mulheres e crianças. 

## Ataque em 2012
Em 1 de julho de 2012, militantes islâmicos do Ansar Dine ("defensores da fé") começaram a destruir os túmulos de Timbuctu pouco depois de a UNESCO os ter colocado numa lista de locais ameaçados do Patrimônio Mundial. Eles começaram a destruir sete dos dezesseis antigos santuários muçulmanos de Timbuctu, incluindo dois túmulos na mesquita Djingareyber. Usando “enxadas, picaretas e cinzéis, martelaram os túmulos de barro até serem completamente destruídos”. Os danos à mesquita em si, entretanto, foram mínimos. 

### Preservação
A desertificação é definida pela UNESCO como “degradação em áreas áridas, semiáridas e subúmidas resultante de vários fatores, incluindo variações climáticas e atividade humana”.
Entre 1901 e 1996, a temperatura aumentou 1,4 graus Celsius na área, o que aumentou a invasão da área do deserto, bem como os danos provocados pela areia na mesquita. Os esforços para reparar, proteger e elevar as paredes da mesquita têm sido contínuos, mas ainda há uma diferença de um metro entre a altura do telhado em 1952 e a atual.
Além dos problemas causados pela seca, o excesso de chuva também demonstrou ser prejudicial para a mesquita. As fortes chuvas em 1999, 2001 e 2003 causaram o colapso de muitos antigos edifícios construídos em barro, bem como de estruturas construídas mais recentemente. À medida que o clima se altera devido às alterações climáticas, os locais do patrimônio mundial, como a mesquita Djinguereber, têm sofrido complicações em suas estruturas. 
No último Comité do Património Mundial, foi solicitado ao Estado Parte que fornecesse todos os documentos técnicos sobre o novo projeto de restauração, com a duração de 4 anos, proposto para a Mesquita Djinguereber, que seria executado pelo Fundo Aga Khan para a Cultura . No entanto, nenhum documento foi recebido e no seu relatório o Estado Parte forneceu poucos detalhes deste grande projeto.
A missão notou que a primeira fase do trabalho de restauração foi um projeto piloto realizado de Novembro de 2006 a Julho de 2007. Esta obra incluiu drenagem e pavimentação nos entornos da mesquita, reboco de paredes em mau estado e em uma parcela do teto, substituição de cerca de 50% das vigas, sobre as quais havia uma forte acumulação de reboco de barro. A missão destacou a importância de se encontrar um equilíbrio entre novas soluções técnicas e a preservação das práticas tradicionais e regulares de manutenção da mesquita que eram tipicamente realizadas por artesãos locais. 

As árvores locais que foram originalmente utilizadas como materiais de construção para as vigas da mesquita também desapareceram da natureza local devido às alterações climáticas, sendo necessário que as vigas de madeira devam ser importadas de Gana. Isto causou um aumento drástico do preço dos recursos necessários para restaurar a mesquita, uma vez que os materiais de construção já não estão disponíveis nas proximidades.

## Modelo 3D com digitalização a laser
O Projeto Zamani documenta locais de patrimônio cultural em 3D para criar um registro para as gerações futuras. A documentação da Mesquita Djinguereber foi feita a partir de uma digitalização a laser terrestre. A documentação 3D da Mesquita Djinguereber foi realizada em 2005. Um modelo 3D, plantas e imagens podem ser visualizados aqui.